# فهرست جاده‌های ایران
راه‌های ایران بر حسب نوع در سال ۱۳۸۹
فهرست جاده‌های ایران پیرامون بررسی در رابطه با جاده‌های ایران است. ایران در پایان سال ۱۴۰۲ دارای ۲۲۱٬۰۵۳ کیلومتر راه بود که از این مقدار ۳٬۰۵۳ کیلومتر آزادراه، ۲۱٬۰۸۶ کیلومتر بزرگراه، ۲۷٬۶۲۷ کیلومتر راه اصلی، ۳۶٬۹۷۰ کیلومتر راه فرعی و ۱۳۲٬۳۱۷ کیلومتر راه روستایی (۱۱۱٬۴۳۱ کیلومتر آسفالت و ۲۰٬۸۸۶ کیلومتر شوسه) بود.
پر ترددترین راه‌های ایران به ترتیب آزادراه کرج – تهران، آزادراه قزوین – کرج، آزادراه تهران – کرج، بزرگراه چناران – مشهد، آزادراه کرج – قزوین، بزرگراه قائمشهر – ساری، آزادراه ساوه - تهران و جاده مخصوص کرج - تهران هستند.

## تاریخچه
در پایان حکومت قاجاریه طول راه‌های ایران حدود ۳۹۰۰ کیلومتر بود. در دوران حکومت رضاشاه طول راه‌ها به ۲۴ هزار کیلومتر رسید. در آغاز انقلاب سفید، ایران دارای ۳۵۰۰۰ کیلومتر راه بود. با اجرای برنامه‌های عمرانی اول تا چهارم قبل از انقلاب سال ۱۳۵۷ طول راه‌ها به ۴۲ هزار کیلومتر بود.
ایران در پایان سال ۱۴۰۲ دارای ۲۲۱٬۰۵۳ کیلومتر راه بود که از این مقدار ۳٬۰۵۳ کیلومتر آزادراه، ۲۱٬۰۸۶ کیلومتر بزرگراه، ۲۷٬۶۲۷ کیلومتر راه اصلی، ۳۶٬۹۷۰ کیلومتر راه فرعی و ۱۳۲٬۳۱۷ کیلومتر راه روستایی (۱۱۱٬۴۳۱ کیلومتر آسفالت و ۲۰٬۸۸۶ کیلومتر شوسه) بود.

### تاریخچه شماره‌گذاری راه‌ها
اولین سابقه برای شماره گذاری راه‌ها در ایران به سالهای ۱۳۴۰ تا ۱۳۵۰ برمیگردد، پس از اینکه در قالب تعهدات بین‌المللی و با اخذ وام از بانک جهانی بازسازی یا بهسازی بخش‌های اصلی راه شرقی-غربی بازرگان (نقطه عبورمرزی ایران/ ترکیه)- تبریز- زنجان- قزوین- تهران- آمل- ساری- گرگان- بجنورد- قوچان- مشهد- فریمان- تربت جام- دوغارون (نقطه عبور مرزی ایران/ افغانستان) ارتباط کشور ترکیه به افغانستان و نیز راه شرقی-غربی خسروی (نقطه عبور مرزی ایران/ عراق)- کرمانشاه- همدان- قزوین- تهران- قم – اصفهان – نائین – یزد- کرمان- بم – زاهدان- میرجاوه- میل ۷۲ (نقطه عبورمرزی ایران / پاکستان) ارتباط کشور عراق به پاکستان، فراهم ساخت. کمیسیون اقتصادی و اجتماعی آسیا و اقیانوسیه سازمان ملل متحد در بانکوک راه‌های مذکور را به عنوان بخشی از راه‌های آسیائی که اروپا را از طریق ترکیه و ایران به افغانستان و پاکستان متصل ساخت و خاورمیانه عربی را از طریق عراق به ایران و پاکستان مرتبط نمود، انتخاب کرد. متعاقب آن برای اولین بار شماره راه مطرح شد و راه‌های مذکور به ترتیب 1A و 2A شماره گذاری گردید و وزارت راه نسبت به نصب تابلو شماره راه در مسیر راه‌های مذکور اقدام نمود. در اسفند ماه سال ۱۳۴۴ اداره کل آمار و بررسیها و در سال ۱۳۵۲ اداره کل طرح و
برنامه وزارت راه اقدام به چاپ نقشه راه‌های ایران نمودند در این نقشه‌ها برای محورهای سراسری کشور شماره راه تعیین گردید، ضمناً شماره گذاری مذکور تابع قاعده خاصی نمی‌باشد.
در سال ۱۳۵۶ وزارت راه و ترابری قرارداد مطالعاتی " طرح ایمنی راه‌ها " با شرکت انگلیسی به نام «دبلیو اس اتکینز اینترنشنال ترافیک- مشاور ایران» منعقد نمود. شرکت بر اساس قرارداد مذکور بخش‌های زیر را مورد مطالعه قرار داده است:
- بخش ۱- سیستم شماره گذاری راه‌ها
- بخش ۲- آئین‌نامه علائم راه
- بخش ۳- گروه عملیاتی برای نصب علائم
- بخش ۴- تأسیسات جانبی راه‌ها
- بخش ۵- دستورالعمل سرویس کمکهای اولیه
- بخش ۶- سیستم عوارض راه و طرح ایستگاه‌های مربوط
- بخش ۷- سازمان ایمنی، رفاه و پلیس راه‌ها
- بخش ۸- برنامه‌ریزی طرحهای ایمنی راه‌ها

ملاحظه می‌شود یکی از موارد منظور در شرح خدمات «شماره گذاری راه‌ها» است. شرکت مذکور فقط نسبت به شماره گذاری راه‌های سرتاسری اقدام می‌نماید. سیستم طراحی شده مبتنی بر ویژگی‌های زیر بوده است:
- شماره گذاری به روش مشبک
- شماره راه دو رقمی انتخاب شده است
- راه‌های غرب به شرق زوج می‌باشند
- راه‌های شمال به جنوب فرد می‌باشند
- شماره‌های زوج از شمال به جنوب و شماره‌های فرد از غرب به شرق افزایش می‌یابد.

طرح شماره گذاری ارائه شده بوسیله مهندسین مشاور اتکینز برای اولین بار بر روی نقشه راه‌های ایران که وزارت راه و ترابری در سال ۱۳۵۷ بوسیله شرکت آمریکائی HNTB به چاپ رسانید درج گردید. با گسترش راه‌های کشور پس از انقلاب اسلامی و عدم جوابگویی طرح شماره گذاری انجام شده در سال ۱۳۵۶ و ضرورت پیاده کردن شماره گذاری راه‌ها در مسیرهای مختلف شبکه راه‌ها کمیته برنامه‌ریزی راه‌ها درخواست انجام مطالعه شماره گذاری راه‌ها را در سالهای ۱۳۶۶ و ۱۳۶۷ به مرکز تحقیقات وزارت راه و ترابری ارائه داشت و متعاقب آن گروه کارشناسی عهده‌دار انجام این مهم شدند، در این مطالعه برای انواع راه‌ها شامل آزادراه، راه اصلی و راه فرعی شماره راه تعریف شد. شماره گذاری انجام شده برای مدتی اجرائی نشده و آثار این طرح بر روی نقشه راه‌های ایران در سال ۱۳۶۸ وجود ندارد. نقشه هائی که حاوی اطلاعات شماره راه می‌باشند عبارتند از:
- ۱- نقشه موقعیت بنادر-فرودگاه‌ها-راه‌ها – معاونت ساخت و توسعه بنادر و فرودگاه‌ها وزارت راه و ترابری- چاپ سازمان نقشه‌برداری کشور ۱۳۷۶
- ۲-نقشه راه‌های استان آذربایجان شرقی-چاپ اداره کل راه و ترابری استان آذربایجان شرقی ۱۳۷۷
- ۳-درکتابچه راهنمای رانندگان خارجی که به زبان انگلیسی است نقشه مسیرهای ترانزیتی با ذکر شماره راه ارائه شده است.

در سالهای ۱۳۶۶ و ۱۳۶۷ مطالعات مربوط به شماره گذاری راه‌های کشور از طریق مرکز تحقیقات وزارت راه و ترابری انجام شده است و برای اجراء به سازمانهای مربوط در وزارت راه و ترابری ابلاغ گردید. شماره راه‌های ارائه شده در طرح، در نقشه راه‌های کشور و در کتاب مخصوص رانندگان خارجی که در حمل و نقل ترانزیتی فعالیت دارند اعمال گردید و ادارات کل راه و ترابری در اولویت اول نسبت به تهیه تابلو شماره راه برای محورهای ترانزیتی و نصب در محلهای لازم اقدام نمودند.
ویژگیهای این طرح که به عنوان نقاط قوت تلقی می‌شوند به اختصار می‌توان به شرح زیر برشمرد:
1. انتخاب روش مشبک
2. شماره گذاری آزادراه‌ها

- ۳- تخصیص شماره‌های دو رقمی از ۱۱ تا ۹۹ برای بزرگراه‌ها و راه‌های اصلی (شریانهای اصلی)
- ۴- تخصیص شماره‌های سه رقمی از ۱۱۱ تا ۹۹۹ برای راه‌های فرعی
- ۵- حذف شماره‌های دارای صفر، از سیستم طرح شده
- ۶- برای راه‌های اصلی شرق به غرب شماره‌های زوج از ۱۲ تا ۹۸ منظور شده است
- ۷- برای راه‌های اصلی شمال به جنوب شماره‌های فرد از۱۱ تا ۹۹ منظور شده است
- ۸- برای راه‌های فرعی شرق به غرب شماره‌های زوج از ۱۱۲ تا ۹۹۸ منظور شده است
- ۹- برای راه‌های فرعی شمال به جنوب شماره‌های فرد از۱۱۱ تا ۹۹۹ منظور شده است

1. طراحی تابلوهای مورد نیاز طرح شماره گذاری
2. تعیین محلهای نصب تابلو به صورت محدود شماره گذاری مذکور روی برخی از راه‌های شریانی کشور پیاده شده و تابلوهای لازم مطابق طراحیهای ارائه شده در مطالعه مذکور تهیه و نصب شده است.
3. در نظر گرفتن شماره راه جهت تعدادی زیادی از راه‌های در دست ساخت یا در مرحله مطالعه در زمان تهیه دستورالعمل شیوه شماره گذاری موجود.
4. در نظر گرفتن شماره راه خالی در محلهای مناسب جغرافیایی برای توسعه آینده شبکه راه‌ها.
5. ارائه روش شماره گذاری برای مسیرهای منطبق شده بر یکدیگر.
6. ارائه روش شماره گذاری برای مسیرهای ارتباطی متصل شونده بر یکدیگر.
7. ارائه شماره راه برای راه‌های کمربندی و همچنین روش شماره گذاری برای کمربندیهای مختلط نظیر کمربندی تهران (از آزادراه کرج تا جاده سمنان).
8. راه‌های که قسمتی از آنها شرقی- غربی و قسمتی دیگر شمالی- جنوبی می‌باشد بر حسب آن نوع از مسیر که اکثریت طول راه را شامل می‌شود شماره گذاری می‌گردد.
9. اخذ شماره راه فرعی از راه اصلی مربوط و توجه به راه اصلی ذیربط.

- ۱۹-وجود ۵۸۰ شماره باقیمانده جهت اعمال شماره گذاری درآینده در راه‌های فرعی.
- ۲۰-اعمال روش شماره گذاری جهت راه‌های کوتاه آنتنی در شهرها (از شماره ۱ به بالا) که اندازه و رنگ تابلوهای آنها با علائم سایر راه‌های فرق می‌کند.
- ۲۱-اعمال شماره گذاری راه‌ها ۱ تا ۹ با توجه به زمان ساخت که با توجه به متفاوت بودن رنگ تابلوهای اطلاعاتی آزاد راه‌ها با بقیه راه‌ها می‌توان شماره

آزادراه‌ها را از ۱۱ به بعد ادامه داد.
همچنین در نقشه راه‌های کشور ویا اطلس راه‌های ایران که در سالهای اخیر بوسیله وزارت راه و ترابری و بخش خصوصی به چاپ رسیده شماره گذاری مذکور عیناً درج گردیده است. در ذیل نمونه ای از بخشی از اطلس راه‌های ایران ارائه گردیده است. مواردی که به عنوان نقاط ضعف طرح شماره گذاری موجود می‌توان به اختصار ذکر نمود عبارتند از:
- ۱- گسترش راه‌ها طی دو دهه اخیر به ویژه در احداث آزاد راه، بزرگراه و راه اصلی (راه‌های شریانی) و راه‌های فرعی یا انجام عملیات بهسازی محورهای مختلف مانند تبدیل راه روستائی به راه فرعی و راه‌های فرعی به راه‌های اصلی و همچنین راه‌های اصلی به بزرگراه موجب گردیده است که شماره گذاری موجود جوابگوی کلیه راه‌ها نشده وبازنگری آن ضرورت یابد.
- ۲- تخصیص شماره ۱تا ۹ برای آزادراه‌ها کافی نیست و نیاز به تغییر دارد.
- ۳-شماره گذاری آزادراه‌ها باتوجه به زمان ساخت و شروع بهره‌برداری از آنها از شماره ۱ آغاز می‌شود و به شماره ۹ ختم می‌گردد اما در اجرا، این رویه پیشنهادی در طرح انجام نشده است.
- ۴-جزئیات مربوط به طراحی شماره راه و علائم اطلاعاتی مربوط (شامل ارتفاع حروف، عرض نوار حاشیه، فواصل استاندارد و…) ارائه نگردیده است.
- ۵-صحیح نبودن طرح برخی علائم و شماره راه‌ها نظیر طرحهای زیر: -در طرحهای ۳ و ۶ تعداد پیام‌ها و شماره راه‌های ارائه شده زیاد می‌باشد و رانندگان فرصت خواندن پیامها را ندارند. -اعمال شماره راه و طراحی تابلوی ۷، ۱۰، طرحهای ادامه پل کلاک و طرح ۱۳ صحیح نمی‌باشد. -طرح تابلوی شماره ۱۵ به دلیل زیاد بودن تعداد پیامها و شماره راه‌های ارائه شده صحیح نمی‌باشد.

1. جهت علائم تأیید کننده شماره راه در آزادراه‌ها و راه‌های فرعی ابعاد و اندازه ای ارائه نگردیده است.
2. با توجه به نصب علائم پیش آگاهی قبل از تقاطع‌ها و ارائه شماره در این تابلوها به تابلوهای تأیید کننده شماره راه (علائم ساده شماره گذاری) قبل از تقاطع‌ها نیازی نمی‌باشد.

- ۸- عدم انتخاب یک شماره برای یک محور سرا سری، برای مثال برای محور سرا سری بازرگان – سرخس سه شماره منظور است، بخش اول بازرگان – تهران شماره ۳۲ و بخش دوم تهران – مشهد شماره ۴۴ و مشهد – سرخس شماره ۲۲ که ضمن ایجاد مشکل برای رانندگان موجب مصرف بی‌رویه شماره‌ها نیز می‌گردد.

1. در کریدورهائی که دو نوع راه به موازات هم موجود است (آزاد راه و راه اصلی) تکلیف شماره راه مشخص نیست.
2. راه‌های ترانزیتی در شماره گذاری لحاظ نشده است.
3. راه‌های آسیائی در قلمرو ایران در شماره گذاری لحاظ نشده است.

- ۱۲- افزایش شماره فرد و زوج از شمالی‌ترین نقطه در جهت شمال به جنوب برای شماره‌های فرد و در جهت غرب به شرق برای شماره‌های زوج می‌باشد. این نزدیکی شماره‌ها موجب اشتباه برای تردد کنندگان است. در کشورهای توسعه یافته برای راه‌های غرب به شرق افزایش شماره از جنوب به شمال انتخاب می‌گردد. با توجه به سوابق ارائه شده در خصوص شماره گذاری راه‌های برون‌شهری ایران، شماره‌های فرد (۱۱ تا ۹۹) به مسیرهای شمالی جنوبی و شماره‌های زوج (۱۲–۹۸) به مسیرهای شرقی غربی اختصاص یافته است و شماره معابر از شرق به غرب و همچنین از جنوب به شمال افزایش می‌یابد.[۷]

## طول راه‌ها
ایران در پایان سال ۱۴۰۲ دارای ۲۲۱٬۰۵۳ کیلومتر راه بود که از این مقدار ۳٬۰۵۳ کیلومتر آزادراه، ۲۱٬۰۸۶ کیلومتر بزرگراه، ۲۷٬۶۲۷ کیلومتر راه اصلی، ۳۶٬۹۷۰ کیلومتر راه فرعی و ۱۳۲٬۳۱۷ کیلومتر راه روستایی (۱۱۱٬۴۳۱ کیلومتر آسفالت و ۲۰٬۸۸۶ کیلومتر شوسه) بود.
| استان               | جمع کل | آزادراه | بزرگراه | راه اصلی | راه فرعی | راه روستایی |
| ------------------- | ------ | ------- | ------- | -------- | -------- | ----------- |
| آذربایجان شرقی      | ۹۶۱۳   | ۲۸۲     | ۶۲۳     | ۹۱۲      | ۱۴۸۴     | ۶۳۱۳        |
| آذربایجان غربی      | ۸۲۶۳   | ۳۵      | ۴۳۹     | ۵۵۸      | ۱۶۸۷     | ۵۵۴۳        |
| اردبیل              | ۵۶۲۷   | ۰       | ۳۳۶     | ۷۳۰      | ۷۴۰      | ۳۸۲۱        |
| اصفهان              | ۱۰۹۳۱  | ۴۶۲     | ۲۰۳۸    | ۲۱۰۷     | ۱۶۳۸     | ۴۶۸۶        |
| البرز               | ۱۲۲۷   | ۱۴۳     | ۹۳      | ۱۸۲      | ۱۱۸      | ۶۹۱         |
| ایلام               | ۳۶۵۷   | ۰       | ۱۸۰     | ۱۱۷۳     | ۸۴۵      | ۱۴۵۹        |
| بوشهر               | ۳۳۷۳   | ۰       | ۶۹۵     | ۵۶۶      | ۱۱۲      | ۲۰۰۰        |
| تهران               | ۲۷۷۲   | ۳۲۰     | ۴۵۵     | ۲۳۱      | ۲۸۱      | ۱۴۸۵        |
| چهارمحال و بختیاری  | ۴۳۰۹   | ۰       | ۲۷۶     | ۶۳۱      | ۱۶۷۱     | ۱۷۳۱        |
| خراسان جنوبی        | ۱۲۳۶۴  | ۰       | ۲۷۶     | ۶۳۱      | ۱۶۷۱     | ۱۷۳۱        |
| خراسان رضوی         | ۱۱۷۰۹  | ۱۱۱     | ۱۱۹۱    | ۱۲۳۹     | ۶۲۴      | ۸۵۴۴        |
| خراسان شمالی        | ۴۴۹۸   | ۰       | ۲۱۴     | ۳۹۲      | ۱۴۴۵     | ۲۴۴۷        |
| خوزستان             | ۱۴۵۷۴  | ۱۳۵     | ۱۳۴۱    | ۲۵۰۹     | ۹۷۵      | ۹۶۱۴        |
| زنجان               | ۴۳۴۷   | ۲۰۰     | ۱۶۰     | ۴۵۷      | ۷۰۸      | ۲۸۲۲        |
| سمنان               | ۵۵۸۲   | ۳۰      | ۶۹۳     | ۴۹۷      | ۳۱۱۹     | ۱۲۴۳        |
| سیستان و بلوچستان   | ۱۰۳۵۳  | ۰       | ۶۳۹     | ۴۹۷      | ۳۱۱۹     | ۱۲۴۳        |
| فارس                | ۱۷۱۸۴  | ۲۱۰     | ۱۹۸۱    | ۲۴۶۰     | ۳۹۴۰     | ۸۵۹۳        |
| قزوین               | ۴۰۸۶   | ۲۲۶     | ۴۲۷     | ۱۷۸      | ۵۵۷      | ۲۶۹۸        |
| قم                  | ۱۴۹۸   | ۲۲۹     | ۲۲۸     | ۲۱۰      | ۱۲۰      | ۷۲۰         |
| کردستان             | ۵۴۵۷   | ۰       | ۳۳۷     | ۷۸۲      | ۵۸۹      | ۳۷۴۹        |
| کرمان               | ۱۳۷۲۹  | ۵۶      | ۲۰۱۹    | ۲۰۹۶     | ۲۶۲۴     | ۶۹۳۴        |
| کرمانشاه            | ۶۵۳۴   | ۰       | ۴۵۲     | ۵۲۰      | ۱۴۰۶     | ۴۱۵۸        |
| کهگیلویه و بویراحمد | ۴۵۵۵   | ۰       | ۲۵۳     | ۷۰۴      | ۹۴۲      | ۲۶۵۶        |
| گلستان              | ۴۷۴۴   | ۰       | ۳۰۸     | ۷۵۱      | ۲۵۴      | ۳۴۳۱        |
| گیلان               | ۹۰۷۳   | ۶۴      | ۴۸۷     | ۳۰۳      | ۱۰۵۵     | ۷۱۶۵        |
| لرستان              | ۷۹۵۴   | ۱۶۰     | ۶۲۸     | ۹۷۴      | ۸۲۰      | ۵۳۷۱        |
| مازندران            | ۷۳۵۲   | ۳۶      | ۸۲۰     | ۶۱۵      | ۹۹۲      | ۴۸۸۹        |
| مرکزی               | ۵۶۴۹   | ۲۳۵     | ۵۴۲     | ۴۲۳      | ۸۲۵      | ۳۶۲۴        |
| هرمزگان             | ۱۰۱۷۴  | ۳۴      | ۸۴۵     | ۶۰۰      | ۱۶۸۱     | ۷۰۱۴        |
| همدان               | ۴۸۹۵   | ۸۵      | ۶۶۲     | ۲۹۰      | ۶۹۶      | ۳۱۶۲        |
| یزد                 | ۴۹۶۷   | ۰       | ۸۱۴     | ۶۹۳      | ۸۶۷      | ۲۵۸۴        |

## راهگذر(کریدور) جاده ایران
به گفته معاون وزیر راه و شهرسازی در حال حاضر حدود ۱۱ راهگذر بزرگراهی، ۹ راهگذر ریلی و ۶ راهگذر آزادراهی در سطح ملی تعریف شده است که همه آن‌ها در اولویت اجرای دولت قرار دارند.در سال ۸۹ فرآیند اجرایی آن شروع شده است.

### راهگذر بزرگراهی
- راهگذر ۱:

به طول ۱۹۲۰ کیلومتر (بزرگراه ساحلی جنوب کشور) از بندر گواتر در جنوب شرقی ایران آغاز و پس از گذر از چابهار، جاسک، بندرعباس، بندرلنگه و بندر بوشهر به هندیجان و بندر آبادان و خرمشهر منتهی می شود.
- راهگذر شماره ۲:

به طول ۸۲۵ کیلومتر از منطقه مرکزی ایران از تهران، آغاز و با گذر از ساوه و کرمانشاه به مرز خسروی می رسد و اکنون برای آماده شدن این کریدور در غرب کشور، ۱۰۵ کیلومتر دیگر در دست تکمیل قرار دارد. 
- راهگذر۳:

به طول یک هزار و ۹۴۰ از منطقه بازرگان در شمال غربی ایران آغاز و با گذر از تبریز، زنجان، قزوین، آبیک، آزاد راه کنارگذر جنوبی تهران به قم می رسد و در ادامه از گرمسار، سمنان، شاهرود، سبزوار به مشهد منتهی می شود که این کریدور در ترانزیت کالا از اروپا به شرق ایران و افغانستان می تواند نقش مهمی را ایفا کند.
- راهگذر شماره ۴:

به طول ۲ هزار و ۹۵۲ کیلومتر از بستان آباد در استان آذربایجان شرقی آغاز و پس از گذر از سراب، اردبیل، آستارا، رشت، ساری، گرگان، بجنورد، قوچان و مشهد به سرخس می رسد و یکی از طولانی ترین مسیرها در کریدور غرب به شرق ایران است.
- راهگذر شماره ۵:

پنجمین راهگذر مواصلاتی کشور که به راهگذر بزرگراهی شرق ایران مشهور است به طول ۱۷۷۰ کیلومتر از مرز سرخس آغاز می شود و در ادامه از طریق مشهد، گناباد، بیرجند، نهبندان، زاهدان به ایرانشهر و سپس به بندر چابهار در جنوب شرقی ایران می رسد؛ این کریدور نیز در محور شرقی می تواند در ترانزیت کالا و مسافر و افزایش درآمدهای ارزی، از ایران به کشورهای آسیای میانه و افغانستان نقش آفرینی کند.
- راهگذر شماره ۶:

در این طرح، کریدور شماره ۶ به طول ۹۵۶ کیلومتر از فیض آباد، بجستان و دیهوک آغاز و در ادامه به کرمان، جیرفت ، بشاگرد و بندر جاسک منتهی می شود و یکی ازطولانی ترین کریدورهای ۱۰ گانه کشور است.
- راهگذر شماره ۷:

هفتمین راهگذر ایران به طول ۲ هزار و ۸۹۳ کیلومتر از تهران آغاز می شود و پس از گذر از قم، کاشان، نائین، یزد، شهر بابک، سیرجان و بندرعباس در محور مرکزی ایران برای تسهیل جابچایی کالا و مسافر اهمیت زیادی دارد و یکی از پرترددترین مسیر وسایل نقلیه است.
- راهگذر شماره ۸:

هشتمین کریدور به طول یک هزار و ۴۸۳ کیلومتر از قم آغاز و در ادامه از اصفهان، شیراز و فسا به داراب و سپس به بندرعباس منتهی می شود؛ این دالان در منطقه مرکزی ایران نقش مهمی در حوزه حمل ونقل کالا و مسافر خواهد داشت؛ اکنون برای آماده شدن این محور ۱۵۴ کیلومتر در دست تکمیل قرار دارد.
- راهگذر شماره ۹:

نهمین کریدور ایران به طول سه هزار کیلومتر از زنجان آغاز می شود و پس از گذر از همدان، بروجن، الونی، مال خلیفه، یاسوج، نورآباد، نودان و قائمیه به بندر بوشهر می رسد؛ اکنون شرکت ساخت برای تکمیل آن ۵۲۱ کیلومتر پروژه راهسازی را در دست اقدام قرار داده است.
- راهگذر شماره ۱۰:

دهمین راهگذر به طول ۱۵۳۰ کیلومتر که به راهگذر بزرگراهی غرب ایران نیز مشهور است از گذرگاه مرزی بازرگان آغاز می شود و پس از گذر از تبریز، ارومیه، میاندوآب، سنندج، کرمانشاه، خرم آباد و اندیمشک به اهواز و در پایان به منطقه ویژه اقتصادی بندر امام خمینی می رسد.
- راهگذر شماره ۱۱:

این راهگذر شرق به غرب شاخه جنوبی محسوب می شود که از گذرگاه مرزی میرجاوه به طول ۱۷۴۲ کیلومتر شروع و با گذر از زاهدان ، کرمان ، سیرجان ، نی‌ریز ، شیراز، گچساران، امیدیه، آبادان به گذرگاه مرزی شلمچه در مرز ایران و عراق می رسد.

## آزادراه‌ها
| نشان | شماره جاده             | مسافت (کیلومتر) | شهر مبدأ  | شهر مقصد | شهرها | تقاطع‌های مهم                                                                                         |
| ---- | ---------------------- | --------------- | --------- | -------- | --- | --- |
|      | آزادراه ۱              | ۱۳۸             | قزوین     | رشت      | لوشان، منجیل، رودبار، رستم‌آباد، امامزاده هاشم                                                               | آزادراه۲، جاده۴۹                                                                                     |
|      | آزادراه ۲              | ۱۰۶۵            | مشهد      | مرند     | گرمسار، قم، تهران، کرج، هشتگرد، قزوین، تاکستان، ابهر، خرمدره، سلطانیه، زنجان، تبریز                         | بزرگراه محمدعلی جناح، کنار گذر شمالی مشهد، جاده ۳۲، جاده ۵۹، آزادراه ۱، جاده ۴۹، جاده ۳۵، جاده ۲۴    |
|      | آزادراه ۳              | ۱۲۱             | تهران     | چالوس    | مرزن آباد                                                                                                   | جاده۵۹                                                                                               |
|      | آزادراه ۵              | ۵۸۷             | پردیس     | سربندر   | تهران، قم، پرند، ساوه، اراک، شازند، بروجرد، خرم‌آباد، اندیمشک، دزفول، شوشتر، ملاثانی، اهواز، بندر امام خمینی | جاده ۷۹، بزرگراه آزادگان، جاده ۴۸، جاده ۵۶، جاده ۳۷، جاده ۳۹، جاده ۴۱، جاده ۹۶                       |
|      | آزادراه ۶              | ۱۷۷             | ساوه      | همدان    | فامنین | آزادراه ۵، جاده ۶۵، جاده ۴۸، جاده ۴۷                                                                 |
|      | آزادراه ۷              | ۷۸۴             | تهران     | بوشهر    | قم، کاشان، نطنز، اصفهان، شیراز، بوشهر                                                                       | بزرگراه کاظمی، بزرگراه آزادگان، بزرگراه شمالی بهشت زهرا، جاده ۷۱، جاده ۶۵، جاده ۴۷، جاده ۶۲، جاده ۵۱ |
|      | آزادراه ۹              | ۲۶              | شاهین شهر | اصفهان   | | جاده ۶۵                                                                                              |
|      | آزادراه تبریز - ارومیه | ۱۶۷             | تبریز     | ارومیه   | | |
|      | آزادراه ذوب آهن        | ۲۸              | اصفهان    | زرین شهر | | آزادراه کنارگذر غربی اصفهان                                                                          |

## جاده‌های اصلی
| نشان | شماره جاده | مسافت (کیلومتر) | شهر مبدأ      | شهر مقصد      | شهرها                                                                                                   | موقعیت | نگاره |
| ---- | ---------- | --------------- | ------------- | ------------- | --- | ------ | ----- |
|      | جاده ۱۱    | ۳۲۵             | جلفا          | بانه          | خوی، سلماس، ارومیه، مهاباد، سردشت                                                                       |        |       |
|      | جاده ۱۲    | ۵۷۲             | پلدشت         | بیله سوار     | جلفا، پارس‌آباد                                                                                          |        |       |
|      | جاده ۱۴    | ۴۶۰             | مشگین‌شهر      | سلماس         | اهر، تبریز، شبستر                                                                                       |        |       |
|      | جاده ۱۵    | ۳۷۵             | کرمانشاه      | سقز           | روانسر، پاوه، مریوان                                                                                    |        |       |
|      | جاده ۱۶    | ۴۲۸             | آستارا        | سرو           | اردبیل، سراب، تبریز، ارومیه                                                                             |        |       |
|      | جاده ۱۷    | ۲۵۲             | اسلام‌آباد غرب | مهران         | ایوان، ایلام                                                                                            |        |       |
|      | جاده ۱۸    | ۴۰۹             | مراوه تپه     | محمودآباد     | کلاله، گنبد کاووس، آق‌قلا، بندر ترکمن، بندر گز، بهشهر، بندر امیرآباد، بهنمیر، بابلسر، فریدونکنار، سرخرود |        |       |
|      | جاده ۱۹    | ۱۷۳             | پل دختر       | اسلام‌آباد غرب | |        |       |
|      | جاده ۲۱    | ۹۷۸             | ایلام         | جلفا          | مرند، تبریز، بناب، میاندوآب، بوکان، سقز، دیواندره، سنندج، کرمانشاه، سرابله                              |        |       |
|      | جاده ۲۲    | ۱٬۳۲۷           | سرخس          | خلخال         | مشهد، بجنورد، گرگان، بهشهر ساری، چالوس، رشت                                                             |        |       |
|      | جاده ۲۳    | ۳۹۰             | همدان         | میاندوآب      | بهار، بیجار، تکاب، شاهین دژ                                                                             |        |       |
|      | جاده ۲۴    | ۱۴۲             | هشترود        | بناب          | هشترود، مراغه، بناب                                                                                     |        |       |
|      | جاده ۲۶    | ۳۶۵             | میانه         | پیرانشهر      | مهاباد، میاندوآب، پیرانشهر                                                                              |        |       |
|      | جاده ۲۷    | ۲۴۵             | خمارلو        | تبریز         | کلیبر، اهر                                                                                              |        |       |
|      | جاده ۳۱    | ۴۰۹             | اردبیل        | پارس‌آباد      | آقکند، خلخال، اردبیل                                                                                    |        |       |
|      | جاده ۳۲    | ۸۸۰             | تهران         | بازرگان       | کرج، آبیک، قزوین، تاکستان، ابهر، خرمدره زنجان، میانه، تبریز، مرند، ماکو                                 |        |       |
|      | جاده ۳۳    | ۱۵۵             | اردبیل        | بیله سوار     | گرمی |        |       |
|      | جاده ۳۵    | ۵۲۹             | زنجان         | خرم‌آباد       | بیجار، قروه، سنقر، هرسین ، نورآباد                                                                      |        |       |
|      | جاده ۳۶    | ۸۶۷             | فیروزکوه      | تایباد        | تربت حیدریه، کاشمر، خلیل‌آباد، بیارجمند، سمنان                                                           |        |       |
|      | جاده ۳۷    | ۱٬۴۷۰           | تاکستان       | خرمشهر        | آوج، رزن، همدان، ملایر، بروجرد، خرم‌آباد، اندیمشک، شوش، اهواز                                            |        |       |
|      | جاده ۳۸    | ۱۶۶             | تهران         | تاکستان       | باغستان، شهریار، ملارد، اشتهارد، بوئین زهرا                                                             |        |       |
|      | جاده ۳۹    | ۱۲۳             | اندیمشک       | آبادان        | دزفول، اهواز                                                                                            |        |       |
|      | جاده ۴۱    | ۵۲۷             | خرمشهر        | اندیمشک       | اهواز، شوشتر، دزفول                                                                                     |        |       |
|      | جاده ۴۳    | ۷۸              | ماهشهر        | رامهرمز       | رامشیر                                                                                                  |        |       |
|      | جاده ۴۴    | ۸۶۶             | مشهد          | تهران         | گرمسار، سمنان، دامغان، شاهرود، سبزوار، نیشابور                                                          |        |       |
|      | جاده ۴۵    | ۱۹۴             | رامهرمز       | بندر دیلم     | بهبهان                                                                                                  |        |       |
|      | جاده ۴۶    | ۳۰۰             | همدان         | مریوان        | سنندج                                                                                                   |        |       |
|      | جاده ۴۷    | ۶۵۵             | سلطانیه       | شاهین شهر     | قیدار، کبودراهنگ، کمیجان، فرمهین، اراک، خمین، گلپایگان                                                  |        |       |
|      | جاده ۴۸    | ۶۰۴             | ساوه          | قصرشیرین      | همدان، اسدآباد، کنگاور، کرمانشاه، اسلام‌آباد غرب، کرند غرب، سرپل ذهاب                                    |        |       |
|      | جاده ۴۹    | ۴۹۵             | ساوه          | آستارا        | بوئین زهرا، قزوین، لوشان، منجیل، رودبار، رشت، بندر انزلی، رضوانشهر، هشتپر، آستارا                       |        |       |
|      | جاده ۵۱    | ۱۵۰٫۵           | اصفهان        | گهرو          | فلاورجان، زرین شهر، فرخ‌شهر، شهرکرد                                                                      |        |       |
|      | جاده ۵۲    | ۱۹۰             | سامن          | کنگاور        | نهاوند، فیروزان                                                                                         |        |       |
|      | جاده ۵۳    | ۶۲              | شهرکرد        | بروجن         | فرخشهر، سفیددشت                                                                                         |        |       |
|      | جاده ۵۵    | ۵۴۷             | بوشهر         | بروجن         | نورآباد (فارس)، یاسوج، بروجن، مبارکه                                                                    |        |       |
|      | جاده ۵۶    | ۲۶۰             | قم            | بروجرد        | اراک، شازند                                                                                             |        |       |
|      | جاده ۵۸    | ۲۲۰             | کاشان         | الیگودرز      | دلیجان، محلات، خمین                                                                                     |        |       |
|      | جاده ۵۹    | ۱۶۰             | کرج           | چالوس         | گچسر، مرزن آباد                                                                                         |        |       |
|      | جاده ۶۲    | ۶۵۵             | طبس           | دورود         | نایین، اصفهان، نجف‌آباد، تیران، داران، الیگودرز، ازنا،                                                   |        |       |
|      | جاده ۶۳    | ۱۲۸             | شهرضا         | یاسوج         | سمیرم                                                                                                   |        |       |
|      | جاده ۶۴    | ۲۷۱             | مهران         | اندیمشک       | دهلران، مهران                                                                                           |        |       |
|      | جاده ۶۵    | ۱٬۲۰۸           | تهران         | سیراف         | اسلام‌شهر، ساوه، دلیجان، شاهین‌شهر، اصفهان، شهرضا، آباده، مرودشت، شیراز، فیروزآباد، جم                    |        |       |
|      | جاده ۶۷    | ۸۰۷             | یاسوج         | بندرلنگه      | اردکان، شیراز، جهرم، لار، بستک                                                                          |        |       |
|      | جاده ۶۸    | ۶۹۶             | اشکذر         | بیرجند        | طبس |        |       |
|      | جاده ۷۱    | ۱٬۲۴۴           | تهران         | بندرعباس      | قم، کاشان، نطنز، یزد، شهربابک، سیرجان                                                                   |        |       |
|      | جاده ۷۲    | ۵۰۳             | شهرضا         | اهواز         | بروجن، ایذه، باغ‌ملک، رامهرمز                                                                            |        |       |
|      | جاده ۷۳    | ۷۵              | اینچه‌برون     | گرگان         | آق قلا                                                                                                  |        |       |
|      | جاده ۷۷    | ۲۰۰             | تهران         | محمودآباد     | پردیس بومهن رودهن، آبعلی، آمل                                                                           |        |       |
|      | جاده ۷۸    | ۶۴۷             | یاسوج         | زرند          | اقلید، ابرکوه، یزد، بافق                                                                                |        |       |
|      | جاده ۷۹    | ۲۴۷             | تهران         | قائم‌شهر       | فیروزکوه، پل سفید، قائم‌شهر                                                                              |        |       |
|      | جاده ۸۱    | ۴۹۴             | ساری          | خور           | دامغان                                                                                                  |        |       |
|      | جاده ۸۲    | ۲۸۵             | صفاشهر        | زرند          | مروست، هرات، بوانات                                                                                     |        |       |
|      | جاده ۸۳    | ۲۱۱             | گنبدکاووس     | شاهرود        | آزادشهر                                                                                                 |        |       |
|      | جاده ۸۴    | ۸۲۴             | میرجاوه       | انار          | زاهدان، بم، ماهان، کرمان                                                                                |        |       |
|      | جاده ۸۵    | ۳۳۲             | مهریز         | نی‌ریز         | مروست، هرات، مشکان                                                                                      |        |       |
|      | جاده ۸۶    | ۱٬۲۴۸           | کرمان         | اهواز         | نی ریز، دوگنبدان، بهبهان                                                                                |        |       |
|      | جاده ۸۷    | ۳۱۶             | بجنورد        | گناباد        | اسفراین، سبزوار                                                                                         |        |       |
|      | جاده ۸۸    | ۲۸۰             | سیرجان        | جیرفت         | شهرستان بافت                                                                                            |        |       |
|      | جاده ۸۹    | ۳۸۳             | کهنوج         | جاسک          | کهنوج, قلعه گنج، گوهران، سردشت                                                                          |        |       |
|      | جاده ۹۰    | ۳۸۳             | کهنوج         | پیشین         | قلعه گنج، رمشک، کتیج، فنوج ، نیکشهر ، قصرقند                                                            |        |       |
|      | جاده ۹۱    | ۱٬۷۲۰           | فیض آباد      | میناب         | فردوس، راور، کرمان، جیرفت، کهنوج                                                                        |        |       |
|      | جاده ۹۲    | ۱٬۱۲۴           | فسا           | ایرانشهر      | فسا، داراب، حاجی‌آباد، شهرستان کهنوج، ایرانشهر                                                           |        |       |
|      | جاده ۹۳    | ۶۹۷             | نرماشیر       | چابهار        | بم‌پور، نیک‌شهر                                                                                           |        |       |
|      | جاده ۹۴    | ۹۰۵             | اهرم          | بندرعباس      | اهرم، فراشبند، فیروزآباد، خنج، لار                                                                      |        |       |
|      | جاده ۹۵    | ۱٬۶۳۶           | مشهد          | چابهار        | تربت حیدریه، بیرجند، زاهدان                                                                             |        |       |
|      | جاده ۹۶    | ۱٬۱۵۰           | خرمشهر        | بندرعباس      | آبادان، ماهشهر، بندر گناوه، برازجان، اهرم، خورموج، بندر کنگان، عسلویه، بندر لنگه                        |        |       |
|      | جاده ۹۷    | ۲۰۰             | مشهد          | تایباد        | فریمان، تربت جام                                                                                        |        |       |
|      | جاده ۹۸    | ۴۹۳             | میناب         | چابهار        | |        |       |
|      | جاده ۹۹    | ۹۴۰             | سرخس          | زابل          | هامون                                                                                                   |        |       |

## جاده‌های فرعی
| نشان | شماره جاده      | مسافت (کیلومتر) | مبدا                        | مقصد                        | شهرها                                             | موقعیت | تصویر |
| ---- | --------------- | --------------- | --------------------------- | --------------------------- | ------------------------------------------------- | ------ | ----- |
|      | جاده ۱۲۲        | ۶۰              | صفاشهر ()                   | بوانات                      |                                                   |        |       |
|      | جاده ۱۴۴        | ۱۴۸             | هادیشهر ()                  | ورزقان ()                   | سیه‌رود ()                                         |        |       |
|      | جاده ۱۴۵        | ۴۶              | ورزقان ()                   | خواجه ()                    |                                                   |        |       |
|      | جاده ۱۶۴        | ۱۰۱             | نی‌ریز ()                    | خرامه ()                    |                                                   |        |       |
|      | جاده ۱۶۵        | ۶۷              | ینگجه ()                    | دوزدوزان ()                 | هریس () – مهربان                                  |        |       |
|      | جاده ۲۱۳        | ۳۰              | میاندوآب ()                 | فسندوز                      |                                                   |        |       |
|      | جاده ۲۱۸        | ۴۵              | شاهین دژ ()                 | بوکان ()                    |                                                   |        |       |
|      | جاده ۲۲۲        | ۱۱۶             | حسن‌رود ()                   | رحیم‌آباد                    | خشکبیجار – کیاشهر – لنگرود () – املش              |        |       |
|      | جاده ۲۲۴        | ۱۱۴             | امام‌قلی ()                  | لطف‌آباد (درگز) ( ترکمنستان) | درگز                                              |        |       |
|      | جاده ۲۳۰        | ۸۲              | گلندرود                     | دوآب()                      | کجور - پول                                        |        |       |
|      | جاده ۲۴۰        | ۱۱۴             | کندوا()                     | پل زنگوله()                 | بلده - یوش                                        |        |       |
|      | جاده ۲۴۵        | ۱۳۰             | قره‌آغاج (آذربایجان شرقی) () | خراسانلو                    | نظرکهریزی () – قره‌کلک – عزیزکندی () – هشترود ()   |        |       |
|      | جاده ۲۵۶        | ۷               | رشت                         | پیر بازار ()                |                                                   |        |       |
|      | جاده ۲۶۷        | ۴۴              | خلخال()                     | هشجین                       |                                                   |        |       |
|      | جاده ۲۷۴        | ۳۷٫۲            | سامبران ()                  | هوراند                      |                                                   |        |       |
|      | جاده ۲۷۶        | ۴۵٫۳            | سلمان‌کندی ()                | هریس ()                     |                                                   |        |       |
|      | جاده ۳۱۳        | ۳۲              | فیروزآباد ()                | فومن ()                     | خلخال () – ماسوله                                 |        |       |
|      | جاده ۳۱۵        | ۱۱۷             | کجل ()                      | اسالم ( AH۸)                | خلخال ()                                          |        |       |
|      | جاده ۳۱۶        | ۶۷٫۵            | گنجگاه ()                   | میانه ()                    |                                                   |        |       |
|      | جاده ۳۲۴        | ۷۳              | قره‌چمن ()                   | میانه ()                    | ترکمانچای                                         |        |       |
|      | جاده ۳۴۹        | ۱۰              | رشت                         | کتیگر                       | لاکان                                             |        |       |
|      | جاده ۳۵۶        | ۵۴              | سنقر ()                     | اسدآباد ()                  |                                                   |        |       |
|      | جاده ۳۵۸        | ۱۰۳             | نورآباد ()                  | ملایر ()                    | نهاوند ()                                         |        |       |
|      | جاده ۳۶۳        | ۱۱              | سمنان                       | مهدیشهر                     | درجزین                                            |        |       |
|      | جاده ۳۸۲        | ۱۱۰             | اسفراین ()                  | جاجرم                       | گرمه                                              |        |       |
|      | جاده ۳۹۱        | ۶۱              | قزوین                       | محمد‌آباد                    | باراجین()-رازمیان                                 |        |       |
|      | جاده ۳۹۵        | ۱۱۰             | قزوین                       | گرمارود                     | معلم‌کلایه                                         |        |       |
|      | جاده ۴۲۵        | ۵۸              | لواسان                      | گچسر ()                     | اوشان، فشم، میگون، پیست دیزین                     |        |       |
|      | جاده ۴۳۹        | ۲۶              | کن                          | امامزاده داوود              | کن و سولقان                                       |        |       |
|      | جاده ۴۴۳        | ۹.۸             | سگز‌آباد()                   | رودک                        |                                                   |        |       |
|      | جاده ۴۴۴        | ۴۱              | آبیک()                      | طالقان                      | میان‌کوه()-زیاران                                  |        |       |
|      | جاده ۴۹۳        | ۲۰              | پونل ()                     | ماسال ()                    | شاندرمن                                           |        |       |
|      | جاده ۴۹۴        | ۹۸              | ماسال ()                    | آستانه اشرفیه ()            | ضیابر (), خمام (), خشکبیجار                       |        |       |
|      | جاده ۴۹۷        | ۲۱              | سنگر ()                     | علی‌آباد ()                  | کوچصفهان () لشت نشا                               |        |       |
|      | جاده ۵۱۴        | ۸۴              | شهرکرد                      | چلگرد                       | سورشجان، فارسان، باباحیدر                         |        |       |
|      | جاده ۵۲۲        | ۷۲              | جوکار ()                    | کنگاور ()                   | تویسرکان                                          |        |       |
|      | جاده ۵۵۱        | ۵۸              | مبارکه ()                   | شهرضا ()                    | طالخونچه                                          |        |       |
|      | جاده ۵۵۴        | ۱۸۰             | سنگر ()                     | میشان سفلی                  | نورآباد ()-بابامنیر                               |        |       |
|      | جاده ۵۵۶        | ۱۰۲             | آلونی ()                    | دهدز ()                     | لردگان                                            |        |       |
|      | جاده ۵۸۶        | ۱۳۲             | گلپایگان ()                 | کاشان ()                    | موته ()                                           |        |       |
|      | جاده ۵۸۷        | ۸۹              | میمه ()                     | کاشان ()                    | کامو و چوگان، قمصر                                |        |       |
|      | جاده ۵۹۳        | ۵۸              | مرزن‌آباد ()                 | عباس‌آباد ()                 |                                                   |        |       |
|      | جاده ۶۵۶        | ۱۱۳             | پالایشگاه اصفهان ()         | اردستان ()                  | گزبرخوار (), دستگرد، دولت‌آباد، حبیب‌آباد، کمشچه () |        |       |
|      | جاده ۶۵۴        | ۵۱              | باغ یک ()                   | تفرش                        | باغ یک ()                                         |        |       |
|      | جاده ۶۶۵        | ۱۴۴             | مورچه‌خورت ()                | کاشان ()                    | نطنز، ده زیره ()                                  |        |       |
|      | جاده ۶۷۴        | ۱۶۸             | عزیزآباد ()                 | قیر ()                      | میمند – دوزه – جهرم ()                            |        |       |
|      | جاده ۶۷۸        | ۶۴              | لامرد ()                    | گله‌دار ()                   | مهر                                               |        |       |
|      | جاده ۷۴۴        | ۷۷              | شیراز ()                    | خرامه ()                    | داریان                                            |        |       |
|      | جاده ۷۷۹        | ۱۰              | بهنمیر ()                   | کیاکلا ()                   |                                                   |        |       |
|      | جاده ۷۸۱        | ۱۱۶             | مرودشت ()                   | حاجی‌آباد ()                 | درودزن                                            |        |       |
|      | جاده ۷۸۳        | ۴۶              | مادرسلیمان (پاسارگاد)       | ارسنجان ()                  | سعادت‌شهر ()                                       |        |       |
|      | جاده ۷۹۵        | ۳۸              | شیرگاه ()                   | بابل ()                     |                                                   |        |       |
|      | جاده ۷۹۸        | ۶۷              | پل سفید ()                  | تاکام ( AH۷۰)               |                                                   |        |       |
|      | جاده ۷۹۹        | ۱۵              | قائم‌شهر ()                  | کیاکلا ()                   |                                                   |        |       |
|      | جاده ۸۶۴        | ۱۵۷             | نی‌ریز ()                    | ارسنجان ()                  | آباده طشک                                         |        |       |
|      | جاده ۸۷۵ · AH۷۸ | ۲۴۲             | سبزوار ()                   | باجگیران ( ترکمنستان)       | قوچان ()                                          |        |       |
|      | جاده ۹۰۲        | ۶۹              | بندر پل ()                  | جزیره قشم                   |                                                   |        |       |
|      | جاده ۹۳۳        | ۱۲۰             | معین‌آباد ()                 | فراشبند ()                  | کازرون – والاشهر                                  |        |       |
|      | جاده ۹۴۵        | ۱۵۷             | محلچه ()                    | لامرد ()                    | بیرم – اشکنان                                     |        |       |
|      | جاده ۹۴۶        | ۱۷۲             | خنج ()                      | شیرینو ()                   | علامرودشت – گله‌دار ()                             |        |       |
|      | جاده ۹۴۷        | ۱۱۰             | بست فاریاب                  | درز                         |                                                   |        |       |

## بزرگراه‌های آسیایی
- بزرگراه ۱
- بزرگراه ۲
- بزرگراه ۸
- بزرگراه ۷۰
- بزرگراه ۷۱
- بزرگراه ۷۲
- بزرگراه ۷۵
- بزرگراه ۷۸
- بزرگراه ۸۲

## تصادفات
در دهه ۸۰، ۲۴۱٬۲۳۶ نفر در ایران بر اثر تصادفات رانندگی جان خود را از دست داده‌اند. استان تهران با ۲۸٬۴۰۸ کشته بیش‌ترین کشته در ایران را به خود اختصاص داده است که پس از آن خراسان رضوی با ۲۴٬۴۱۶ نفر و فارس با ۱۸٬۰۰۶ نفر در رتبه‌های بعدی بیشتری کشته‌ها در ایران هستند.
بیش‌ترین فصل کشته‌ها در ایران، تابستان و بیش‌ترین ماه کشته‌ها بر اثر تصادف، شهریور است. فصل زمستان دارای کم‌ترین کشته در اثر تصادف است و همچنین ماه بهمن نیز به عنوان کم‌ترین ماه کشته‌های تصادف رانندگی در دهه هشتاد خورشیدی است. ۸۰٪ از آمار کشته‌ها در رانندگی در ایران برای مردان است.